# Gestaçô (Amarante)
Gestaçô ou Gestaço era um concelho da antiga comarca de Penafiel, com sede na atual freguesia da Madalena do Município de Amarante. O concelho teve foral em 1514 e foi extinto no início do século XIX.
Este antigo concelho não deve ser confundido com a actual freguesia de Gestaçô, do Município de Baião. Esta tinha, no século XIX a designação de Campo de Gestaçô.
O antigo concelho de Gestaçô era constituído pelas freguesias de Ansiães, Bustelo, Candemil, Carneiro, Carvalho de Rei, Gondar, Jazente, Lufrei, Gestaçô (Santa Maria Madalena), Padronelo, Sanche, Várzea (São João) e Vila Chão do Marão. Tinha, em 1801, 7 505 habitantes.